# Трудовое (Криворожский район)
Трудовое (укр. Трудове) — село,
Красовский сельский совет,
Криворожский район,
Днепропетровская область,
Украина.
Код КОАТУУ — 1221883509. Население по переписи 2001 года составляло 21 человек.

## Географическое положение
Село Трудовое находится в 2-х км от реки Каменка,
на расстоянии в 1 км от села Водяное.
По селу протекает пересыхающий ручей с запрудой.

## История
Бывшая еврейская земледельческая колония Хлибопраця вошла в черту села Трудовое.